# Tore Krogstad
Tore Krogstad (Kongsvinger, 30 marzo 1967) è un ex calciatore norvegese, di ruolo portiere.

## Carriera

### Club
Krogstad iniziò la carriera nel Kongsvinger. Nel 1984 fu promosso in prima squadra e diventò il calciatore più giovane della massima divisione norvegese (dell'epoca). Giocò nel Kongsvinger fino al 1991, eccezion fatta per una stagione allo Strømmen. Nel 1991 frequentò il Politihøgskolen.
Tornò poi allo Strømmen, prima di accordarsi con il Lillestrøm. Dal 1994, giocò per il Vålerenga e si ritirò nel 1999.

### Nazionale
Krogstad giocò 4 partite per la Norvegia under 21. Debuttò, sostituendo Einar Rossbach, nel pareggio per 3-3 contro la Svezia under 21.